# Flughafen Dara Sakor

i7
i11
i13
Der Flughafen Dara Sakor (Khmer អាកាសយានដ្ឋានអន្តរជាតិតារាសាគរ, IATA-Code: DSY, ICAO-Code: VDDS) ist ein internationaler Flughafen in der Provinz Koh Kong in Kambodscha. Er wurde von der chinesischen Tianjin Union Development Group (UDG) entwickelt. Er ist als Flughafen der 4F-Klasse (ICAO Aerodrome Reference Code) ausgewiesen, was bedeutet, dass Großraum-Passagierflugzeuge wie die Boeing 777 und der Airbus A340 abgefertigt werden können.
Nach zweijähriger Verzögerung hat der Gouverneur von Koh Kong auf einer Pressekonferenz angekündigt, dass der Flughafen Mitte 2023 seinen Betrieb aufnehmen soll, allerdings verzögerte sich die Eröffnung. Am 26. Dezember 2024 wurde die erste Chartermaschine abgefertigt.
Der Flughafen soll als operativer Stützpunkt der Lanmei Airlines dienen.